# Beuzeville
Beuzeville é uma comuna francesa na região administrativa da Normandia, no departamento de Eure. Estende-se por uma área de 23,29 km². Em 2010 a comuna tinha 4 676 habitantes (densidade: 200,8 hab./km²).

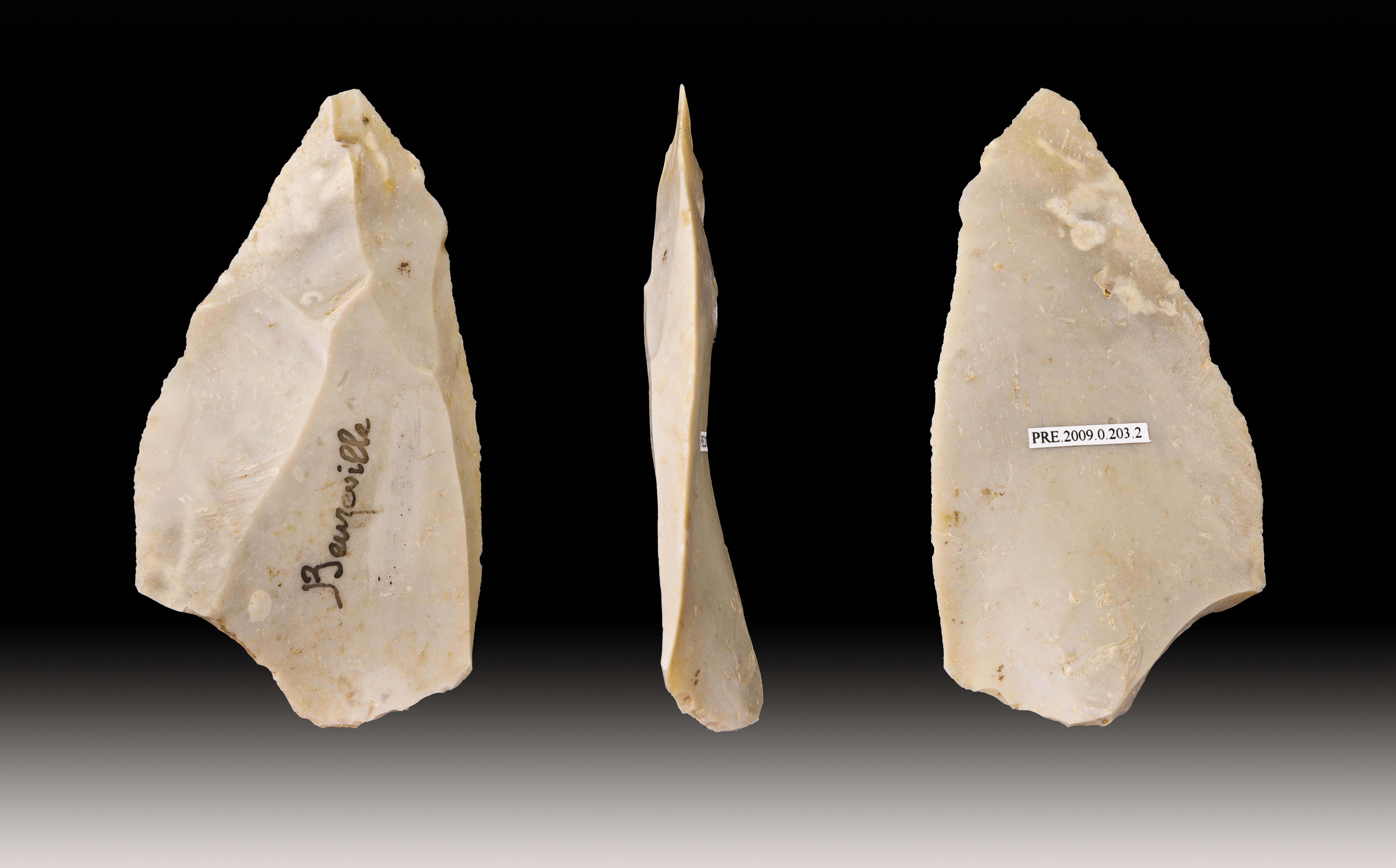
Pontas Levallois – Beuzeville